# Shada
Shada est un épisode inachevé de la série télévisée de science-fiction britannique Doctor Who. Il était censé clore la 17e saison de la série, diffusée durant l'année 1979-1980, mais ne fut jamais entièrement réalisé en raison d'une grève au sein de la BBC durant le tournage. Considéré longtemps comme culte, l'épisode sortit en vidéo en 1992 avec les éléments tournés.

## Accroche
Le Docteur et Romana rendent visite au professeur Chronotis, un seigneur du temps ayant pris sa retraite en tant que professeur à l'université de Cambridge. Celui-ci est espionné par un autre extraterrestre, Skagra, qui tente de voler un livre que le professeur a rapporté de Gallifrey. Avec ce livre, il espère trouver Shada, une planète prison des seigneurs du temps.

## Distribution prévue
- Tom Baker — Le Docteur
- Lalla Ward — Romana
- David Brierley - Voix de K-9
- Christopher Neame — Skagra
- Denis Carey – Le professeur Chronotis
- Daniel Hill – Chris Parsons
- Victoria Burgoyne – Clare Keightley
- Gerald Campion – Wilkin
- Derek Pollitt – Dr Caldera
- John Hallet – Agent de Police
- David Strong – Passager
- Shirley Dixon – Voix du vaisseau
- James Coombes –  Voix des Krargs
- James Muir, Lionel Sansby, Derek Suthern, Reg Woods – Les Krargs

## Résumé
Cambridge, 1979, le Docteur et Romana font paisiblement de la barque lorsqu'ils sentent une présence étrange semblable aux cris de plusieurs voix. Ils rendent visite au professeur Chronotis, un seigneur du temps qui coule une paisible retraite en se faisant passer pour un professeur du Cedd College (une parodie de l'université de Cambridge.) Tête en l'air et parfois amnésique, le professeur a prêté à l'un de ses élèves, Chris Parsons, un livre venu de Gallifrey. Étonné de ne pas le comprendre, il tente alors de l'analyser, en vain. Celui-ci est en réalité un artefact de Rassilon, le fondateur de la race des seigneurs du temps.
Pendant ce temps, l'histoire suit Skagra, un extraterrestre qui semble être à l'origine de la présence sentie par le Docteur et Romana. Celui-ci est à la recherche du livre. Il finit par retrouver le professeur Chronotis et lui extraire la mémoire. Hélas, les souvenirs flous du professeur ne lui permettent pas d'identifier le visage de celui qui l'a en sa possession. Romana et Chris retrouvent le professeur inanimé sur le sol de son bureau. Grâce à l'aide de K-9, Romana décode un ultime message envoyé par Chronotis à l'aide des battements de son cœur avant sa mort, les avertissant de Skagra. Pendant ce temps là, le Docteur est poursuivi à vélo par une sphère volante envoyée par Skagra et laisse tomber le livre.
Sauvé par Romana, le Docteur demande à K-9 de retrouver le vaisseau de Skagra. Ils se retrouvent, ainsi que Chris Parsons dans un champ, face à un vaisseau totalement invisible et finissent par trouver une entrée. Romana, K-9 et Chris se retrouvent enfermés pendant que le Docteur se fait voler sa mémoire par Skagra. Persuadé que cela l'a tué, Skagra décide de voler le TARDIS en prenant Romana en otage. Le Docteur se réveille et a une discussion avec l'intelligence artificielle du vaisseau de Skagra, qu'il réussit peu à peu à mettre de son côté. À la recherche du professeur Chronotis, la collègue de Chris, Clare Keightley, entre dans son bureau et appuie sur un bouton qui fait disparaître le bâtiment de la Terre. Le bureau du professeur est en réalité un TARDIS qui en décollant l'a réanimé.
Grâce à la mémoire du Docteur, Skagra parvient à lire le livre. Celui-ci indique la position de Shada, une planète prison utilisée par ceux-ci pour enfermer les criminels les plus dangereux de l'univers. Dans le vaisseau, le Docteur et Chris tombent sur les anciens collègues de Skagra, des scientifiques qui ont considérablement vieillis et dont l'esprit a été pris par la sphère. Le Docteur utilise l'esprit de Chris afin de pouvoir parler avec l'un d'entre eux. Ceux-ci ont aidé Skagra à construire la sphère et pensent que Skagra va tenter de libérer un célèbre seigneur du temps criminel, Salyavin. Celui-ci possède le pouvoir d'imposer sa volonté à tout ce qu'il veut et Skagra souhaite voler son pouvoir afin de pouvoir contrôler l'univers. La conversation est interrompue par l'entrée menaçante d'un Krarg, une créature dont la race est commandée par Skagra.
Ils réussissent à s'enfuir et se retrouvent à l'intérieur du bureau-TARDIS dans lequel se trouvent Clare et Chronotis. Skagra réussit à rejoindre Shada après avoir volé le TARDIS du Docteur mais il est bientôt suivi par le TARDIS du professeur. Skagra découvre la cellule de Salyavin vide. Il s'avère que celui-ci n'est autre que le professeur Chronotis et qu'il a volontairement fait oublier l'existence de cette prison pour que personne ne le retrouve. Skagra décide d'utiliser sa sphère afin de prendre son esprit. K-9 tire sur la sphère qui s'est partagé en plusieurs petites sphères. Après avoir pris l'esprit de Chronotis, chacune prend le contrôle des prisonniers, ainsi que de Chris.
Le Docteur et Romana reviennent au TARDIS du professeur. Celui-ci s'aperçoit que son esprit se trouve en duplicata dans la sphère et qu'il peut la contrôler. Le Docteur parvient à rejoindre son TARDIS et réussit, grâce à son esprit et une machine de sa fabrication, à pouvoir contrôler l'esprit des prisonniers. Romana réussit à détruire les Krargs tandis que Skagra s'enfuit dans son vaisseau, avant de s'apercevoir que son ordinateur de bord n'obéit plus qu'au Docteur et qu'il est désormais enfermé à l'intérieur. Le Docteur fait part de l'incident aux seigneurs du temps. Le Docteur, Romana, le professeur Chronotis, Chris et Clare finissent par boire du thé dans le bureau du professeur, de retour à Cambridge.

### Continuité
- À la suite du refus de Tom Baker de participer à l'épisode The Five Doctors en 1983, ses apparitions sont des passages tirés de cet épisode.
- Dans la cinquième partie, on devait voir la prison de Shada compter de nombreux criminels et parmi eux, un Dalek, un Cyberman, et un Zygon.
- Le livre des « Anciennes lois de Gallifrey » fait partie des artefacts de Rassilon, dont l'existence fut introduite dans The Deadly Assassin.
- Le Docteur aide l'ordinateur du vaisseau en lui demandant de "renverser la polarité" un acte souvent exercé par le troisième Docteur.
- Le Docteur porte une perruque de juge dans une scène se déroulant à l'intérieur de la salle de justice de Gallifrey qui ne sera jamais montré à l'écran qu'il portera à nouveau dans le premier épisode spécial des 60 ans de la série en 2023, La Créature stellaire, sous sa quatorzième incarnation.